# Tortanus capensis
Tortanus capensis is een eenoogkreeftjessoort uit de familie van de Tortanidae. De wetenschappelijke naam van de soort is voor het eerst geldig gepubliceerd in 1978 door Grindley.